# Ядерна батарея
Я́дерна батаре́я, також: атомна батарея, радіонуклідна батарея — назви, які використовуються для опису пристрою, який використовує енергію розпаду радіоактивного ізотопу для вироблення електроенергії. Працює за рахунок енергії розпаду радіоактивних елементів (наприклад, 90Sr, 137Cs, 238Pu, прометій-147) і принципово відрізняється від ядерного реактора тим, що використовується не ланцюгова реакція, а енергія природного (повільного) розпаду радіоактивних ізотопів.
Потужність — від часток вата до декількох сотень ват. Автономне джерело електроенергії тривалої дії, що не потребує обслуговування, для космічних апаратів, переносної апаратури, автономних пристроїв.
Батареї поділяють на два типи:
- термічні перетворювачі (зокрема термоелектричні та термоіонічні генератори)
- нетермічні перетворювачі (п'єзоелектричні, оптоелектричні, прямого заряду тощо)[1]

Практичного розповсюдження набули після появи ядерних реакторів, із відпрацьованого ядерного палива, з яких і видобувають необхідні радіоактивні ізотопи.

## Переваги
- надзвичайно велика ємність (на одиницю ваги або обсягу) — у тисячі чи у сотні тисяч разів більша порівняно з хімічними елементами, як-от акумулятори, паливні елементи тощо
- невеликі розміри
- тривалий час роботи (від кількох місяців до десятків років)
- не потребують обслуговування

## Недоліки
- Нерегульованість (не можна призупинити чи прискорити виділення енергії, можна лише розсіяти непотрібну енергію).
- Необхідність захисту від радіоактивного випромінювання.
- Складність утилізації після завершення використання[2].

## Застосування
Застосовують здебільшого там, де потрібно забезпечити тривалу автономну роботу.
Основні галузі:
- Космічні апарати (штучні супутники, міжпланетні станції, зонди, спускні апарати). Зокрема, ядерні батареї забезпечували електроенергією (іноді — разом із сонячними батареями) космічні апарати Місяцехід (дослідження Місяця), Вікінг (дослідження Марса), Піонер (дослідження навколоземного та навколомісячного простору), Вояджер (дослідження далеких планет, далекого космосу), «Кассіні — Гюйгенс» (дослідження Сатурна).
- Глибоководні прилади та станції.
- Важкодоступні місця (Арктика, Антарктика, відкритий океан, гірська місцевість). Зокрема ядерні батареї застосовують на маяках, бакенах тощо.

## Інтернет-ресурси
- Betavoltaic Historical Review
- Cantilever Electromechanical Atomic Battery
- Types of Radioisotopic Batteries
- Americium Battery Concept Proposed for Space Applications- TFOT article
- Nuclear Batteries (25 MW)
- Tiny 'nuclear batteries' unveiled, BBC article about the research of Jae Wan Kwon et al. from the University of Missouri.